# Arroyo Butuí
El arroyo Butuí es un curso de agua brasileño del estado de Río Grande do Sul. Forma parte de la Cuenca del Plata, nace en el municipio de São Borja y con rumbo este a oeste se dirige hacia el río Uruguay donde desemboca, su principal afluente es el arroyo Bororó.
- Datos: Q5705528